# Palais du Peuple (Moroni)
Der Palais du Peuple in Moroni ist der Sitz des Parlaments der Komoren.
Er gehört zu den nationalen historischen Gütern der Komoren.

## Lage
Das Gebäude liegt im Zentrum von Moroni auf Grande Comore, westlich der RN 2 (Boulevard Karthala) und nordöstlich des Stade Omnisports de Malouzini. In unmittelbarer Nähe befindet sich die Botschaft der Türkei.

## Architektur
Das Gebäude besteht aus einem Mittelbau mit mehreren großen Sälen und einem Nord- und Südflügel, die symmetrisch angeordnet sind und jeweils einen Innenhof umfassen.

## Geschichte
Das Gebäude wurde nach der Unabhängigkeit 1985 mit Unterstützung aus China errichtet.
2017 wurde das Gebäude umfangreich saniert, ebenfalls mit Unterstützung der VR China. Nach Verzögerungen durch die Corona-Pandemie wurde er am 4. Oktober 2021 wieder in Betrieb genommen.